# Palais du Latran
Le palais du Latran (en italien : Palazzo Laterano) est situé à l'emplacement d'un ancien palais datant de l'empire romain. Ce lieu fut, du IVe au XIVe siècle, la résidence principale des papes. Il jouxte l'archibasilique Saint-Jean de Latran, siège du diocèse de Rome. Le palais du Latran abrite les collections du musée historique du Vatican.
Le 11 février 1929, les accords du Latran y sont signés entre le Saint-Siège et l'État italien. Ceux-ci officialisent notamment la création de l'État de la Cité du Vatican, ainsi que, entre autres, l'extraterritorialité du palais et de la basilique attenante ; situés en territoire italien, ce palais et cette basilique ne font pas partie intégrante du nouvel État mais bénéficient du privilège de l'extraterritorialité.

## Histoire

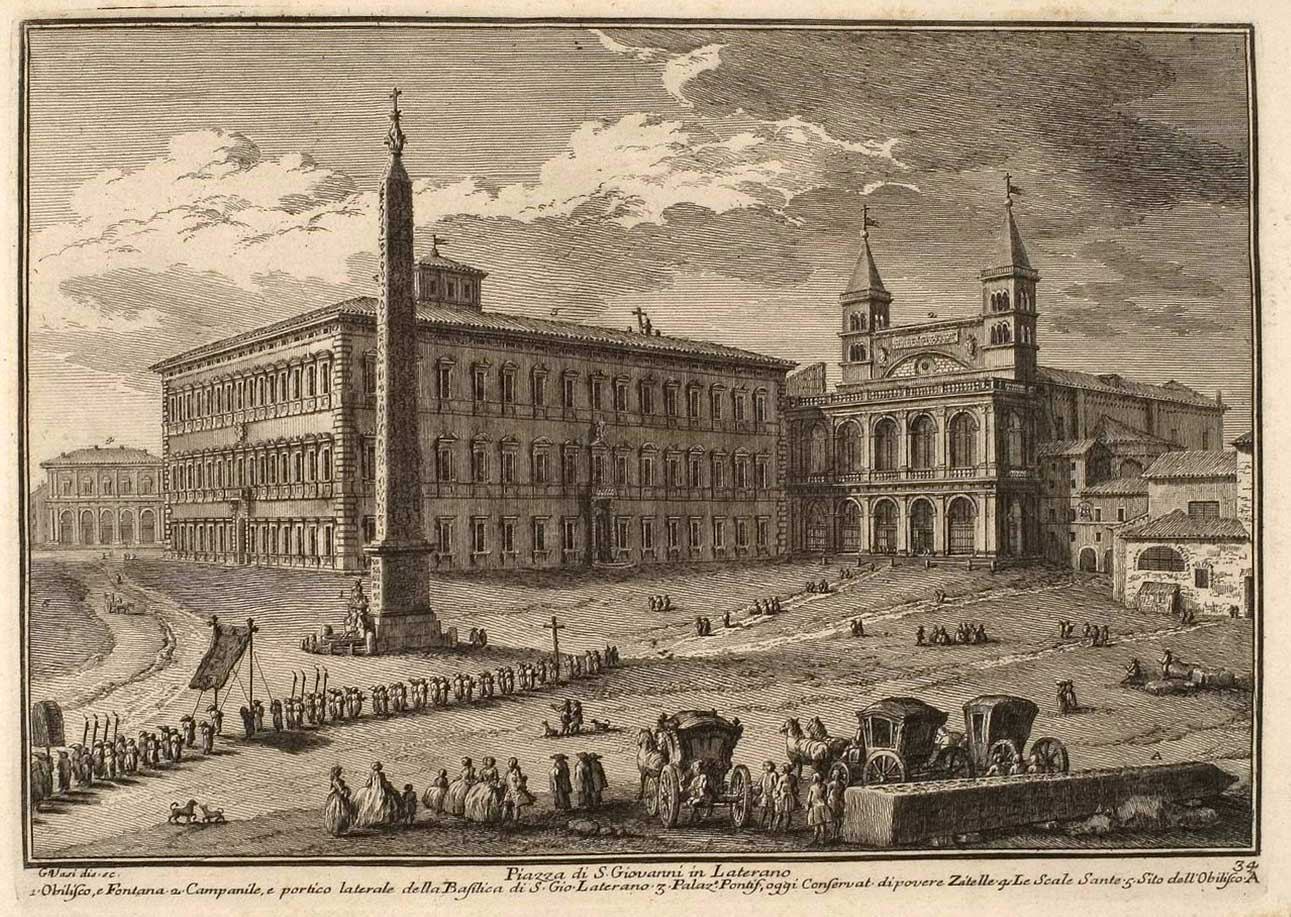
Gravure de Giuseppe Vasi (XVIIIe siècle) montrant l'obélisque du Latran, le palais et la basilique.

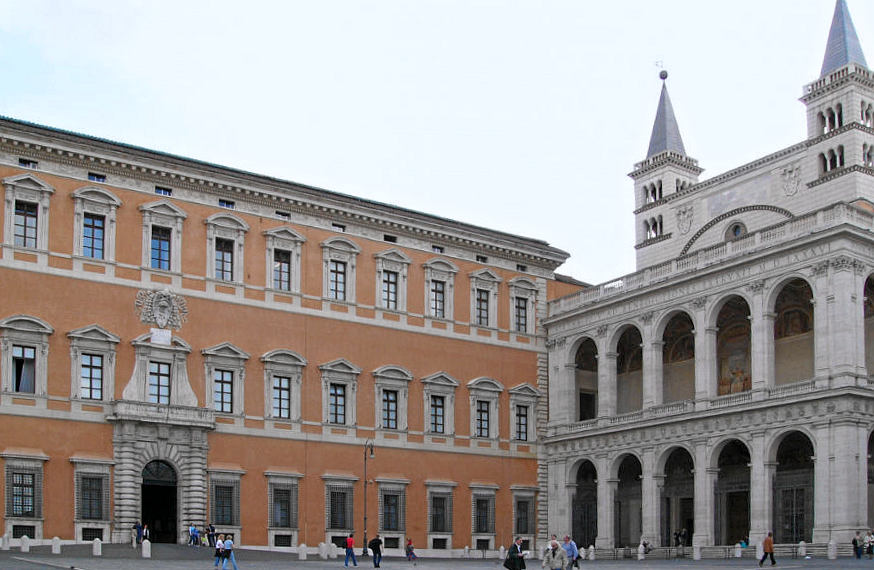
La place Saint-Jean du Latran avec le palais et la loggia delle Benedizioni.

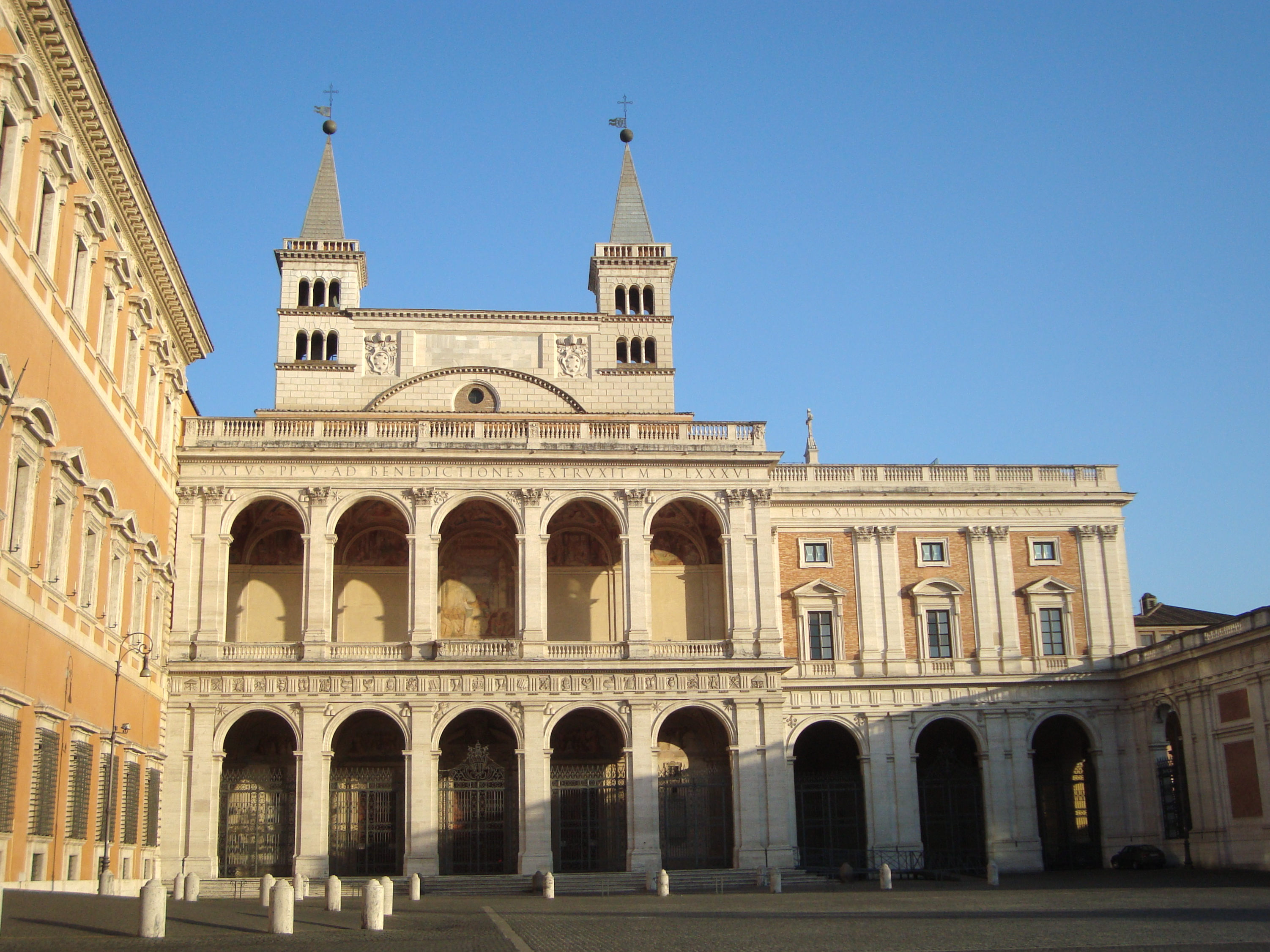
La loggia delle Benedizioni, constituant l'arrière de l'archibasilique Saint-Jean-de-Latran.

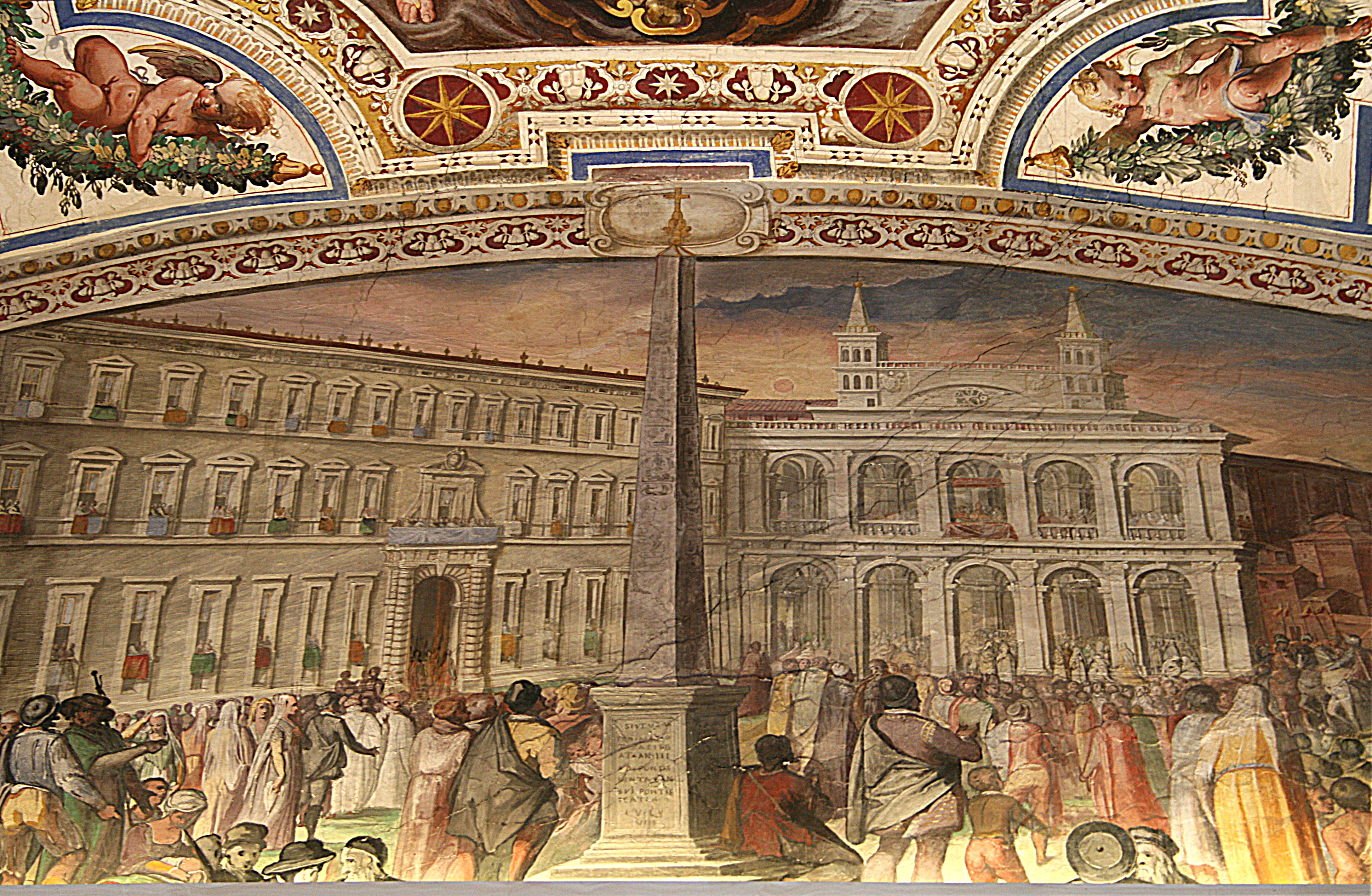
Fresque (1685-1688) de la Biblioteca apostolica Vaticana représentant l'obélisque du Latran, le palais et la basilique.

Le site de la basilique Saint-Jean-de-Latran est occupé, aux premiers jours de l'empire romain, par la maison de la famille des Laterani qui servirent plusieurs empereurs. L'un d'eux, Lucius Sextius Lateranus est le premier plébéien à obtenir le rang de consul. Un autre, Plautius Lateranus rentre dans l'histoire du fait de son accusation par Néron de complot contre l'empereur. Ses propriétés sont confisquées.
Au IVe siècle, le palais apparaît sous le nom de domus Faustae, à l'occasion d'un synode qui se tient à Rome en 313 (selon un des participants Optat de Milève « convenerunt in domum Faustae in Laterano ») pour combattre le donatisme et le condamner en tant qu'hérésie. Le nom de Fausta pourrait être celui de Fausta, seconde épouse de l'empereur Constantin Ier, ou plus vraisemblablement celui d'une noble romaine Anicia Fausta. La maison aurait été donnée à cette époque par Constantin à l'évêque de Rome lors de la donation de Constantin, dont le caractère apocryphe a été démontré au XVe siècle. La date de cette donatio remonterait au règne du pape Miltiade, lors du  synode de 313. La basilique du domus Faustae est agrandie puis devient la cathédrale de Rome, siège des papes de l'Église catholique romaine.
Au Xe siècle, Serge III le reconstruit après un incendie. Innocent III embellit considérablement le palais dont Dante Alighieri dit qu'il dépasse les réalisations humaines. La place Saint-Jean de Latran, devant le palais, est alors partiellement occupée par le palais de la famille Annibaldi et ornée de la statue équestre de Marc-Aurèle qu'on croyait alors représenter Constantin Ier (elle y reste jusqu'en 1538). Le devant du palais est alors occupé par l’Aula Concilii, la salle du Conseil, une salle avec onze absides où se sont déroulés les différents conciles du Latran.

## Désaffectation
Le XIVe siècle est une période noire pour le palais. L'éloignement des papes de la ville éternelle, lors de la papauté d'Avignon de 1309 à 1378, est cause de la désaffectation du palais. Deux incendies en 1307 et 1361 y font des dégâts majeurs. Lors de leur retour à Rome, les papes séjournent à la basilique Sainte-Marie-Majeure avant de se fixer au Vatican. En 1586, Sixte V, plus occupé d'urbanisme que de conservation des monuments antiques, fait détruire les restes du palais antique et médiéval pour faire construire le palais, de dimensions plus réduites, que nous connaissons aujourd'hui.

## Sixte V et Domenico Fontana
Immédiatement après son élection, Sixte V commande à Domenico Fontana la restauration de la façade de la basilique et la construction du palais sur un site réduit, derrière une façade modestement austère. Les travaux sont conduits avec diligence et, le 29 août 1589, la nouvelle annonce : « un grand palais sur la place de Latran a été édifié par Sixte V. » Fontana reprend certaines des solutions apportées ici dans le palais du Quirinal et les appartements papaux au Vatican.

La façade est achevée sous Clément XII qui y appose ses armes en 1735.

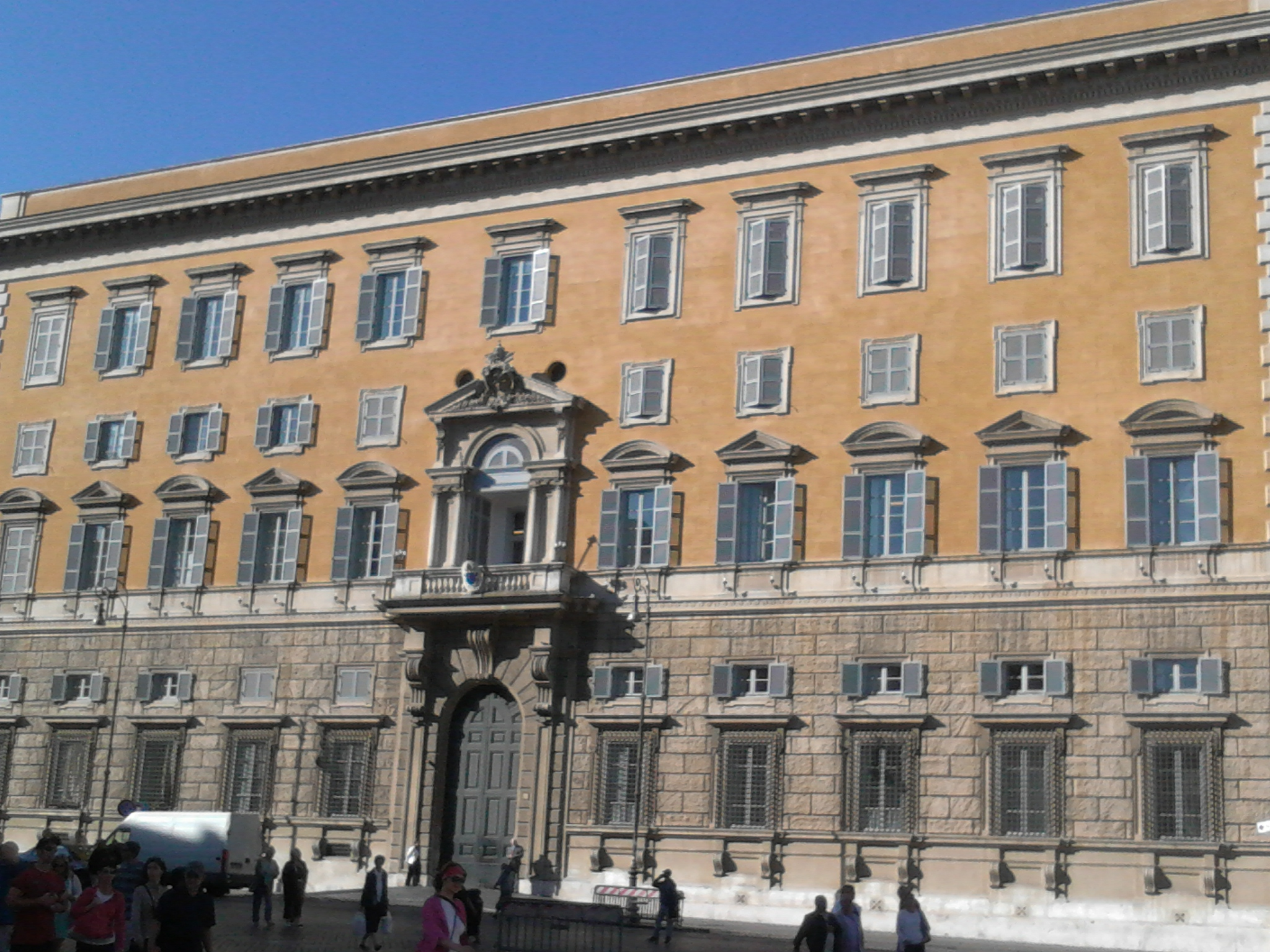
Façade principale.
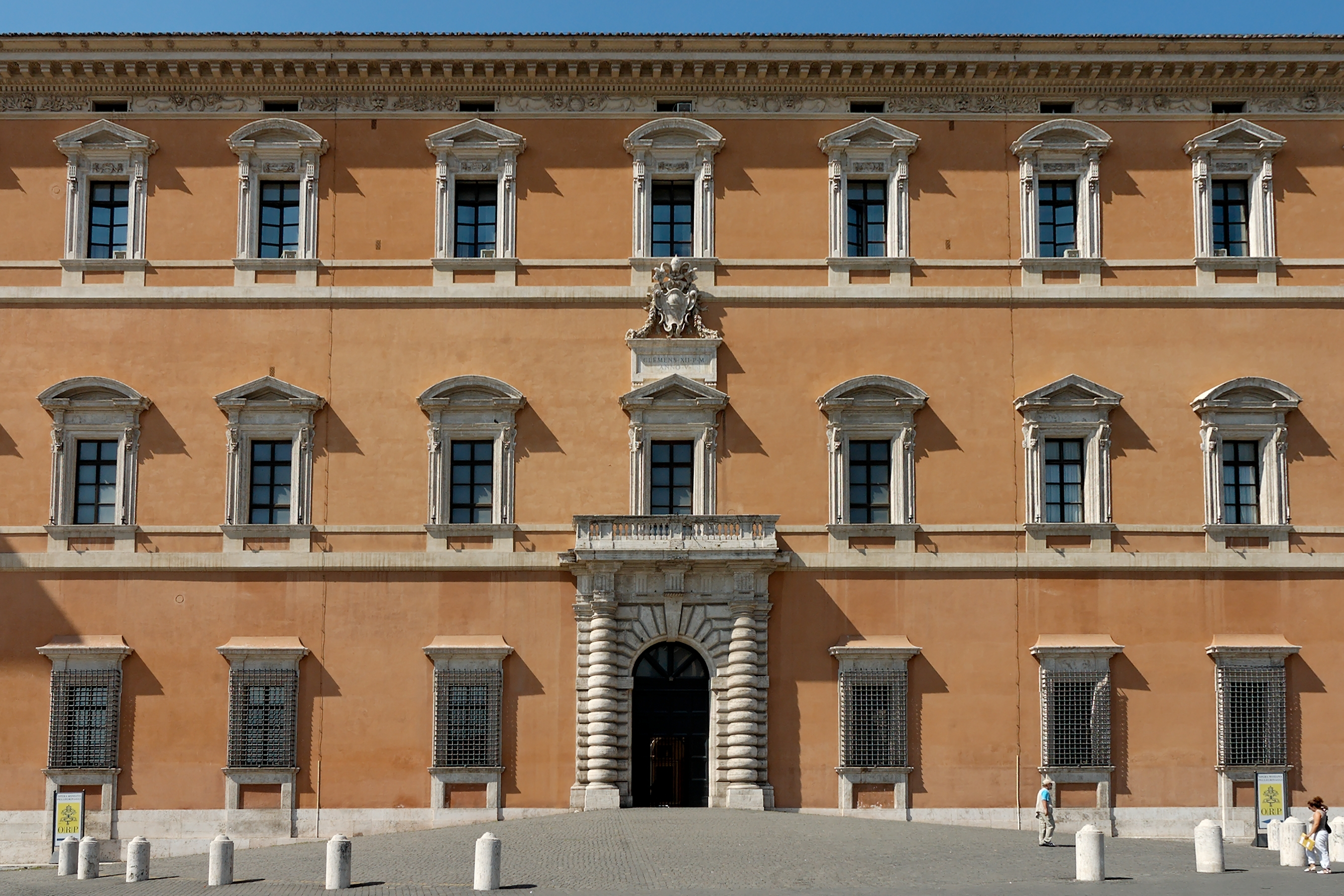
Façade occidentale.